# Liste von Persönlichkeiten der Stadt Artern
Die Liste von Persönlichkeiten der Stadt Artern enthält Personen, die in der Geschichte der thüringischen Stadt Artern im Kyffhäuserkreis eine nachhaltige Rolle gespielt haben. Es handelt sich dabei um Persönlichkeiten, die Ehrenbürger, hier geboren oder gestorben sind oder in Artern bzw. Artern/Unstrut und den heutigen Ortsteilen gewirkt haben.
Für die Persönlichkeiten aus den nach Artern/Unstrut eingemeindeten Ortschaften siehe auch die entsprechenden Ortsartikel.

## Ehrenbürger
- Hans Heinrich Büchner (1864–1959), Stadtverordnetenvorsteher
- 1993: Walter-Wilhelm Funcke[1]

## Söhne und Töchter der Stadt
Die folgenden Personen sind in Artern oder den heutigen Ortsteilen der Stadt geboren. Ob sie ihren späteren Wirkungskreis in Artern hatten oder nicht, ist dabei unerheblich.

### Persönlichkeiten des Spätmittelalters und der Frühen Neuzeit

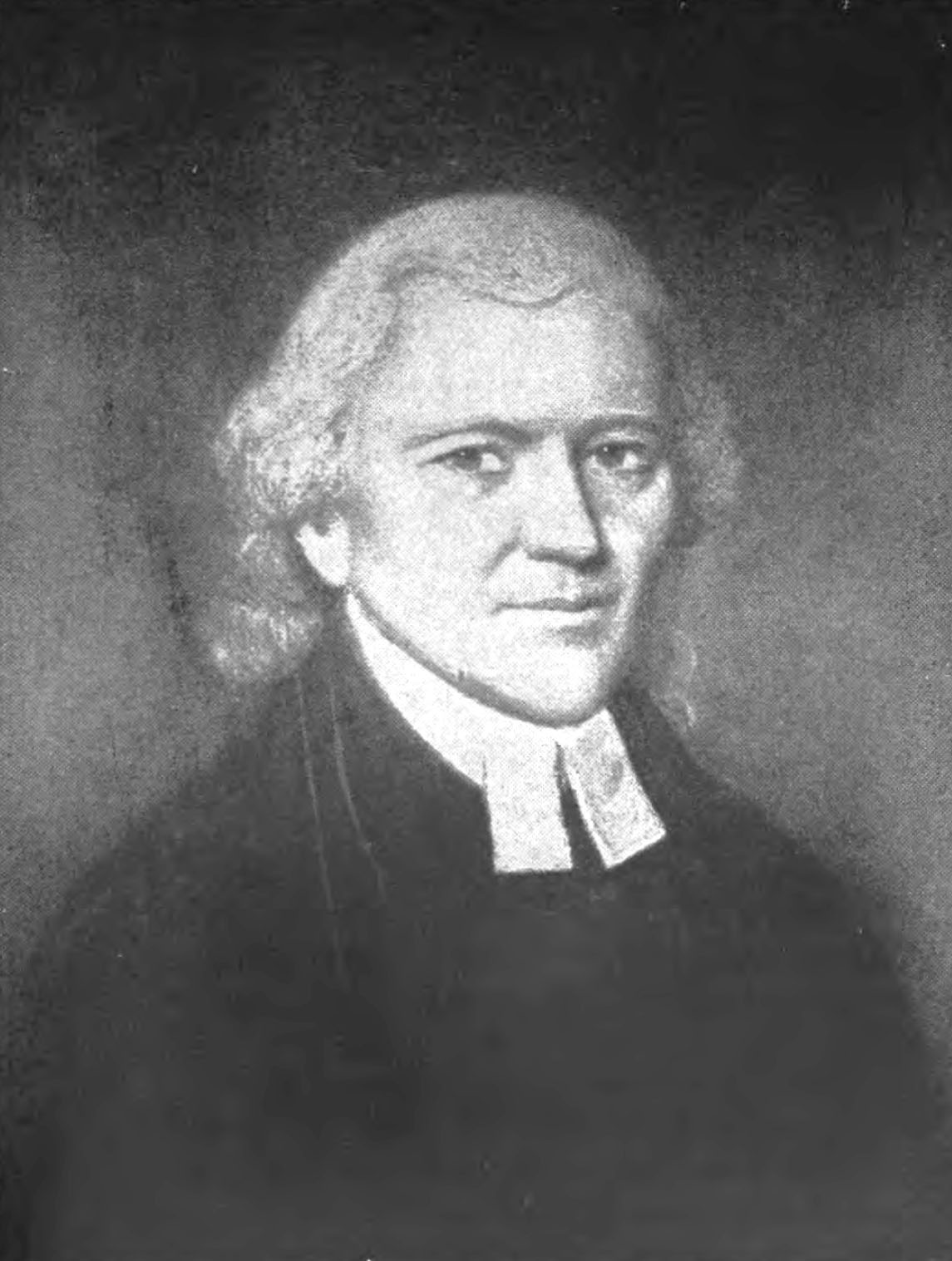
Johann Christoph Kunze

- Johannes Lonicer (um 1497–1569), Theologe und Freund von Martin Luther
- Johann Christoph Kunze (1744–1807), Pietist und evangelischer Missionar
- Johann Christoph Krause (1749–1799), Historiker
- Johann Gottfried Keßler (1754–1830), Berg- und Baurat
- Christian Lebrecht von Ampach (1772–1831), Stiftsregierungsrat, Domherr und Numismatiker
- August Alexander Kämmerer (1789–1858), Geologe und Apotheker

### Persönlichkeiten des 19. Jahrhunderts
- Emil von Czettritz und Neuhaus (1801–1887), preußischer Generalleutnant
- Friedrich Pinckert (1814–1893), Jurist und Politiker
- Gustav Poppe (1818–1906), Apotheker, Genealoge und Heimatforscher
- Richard Henrion (1854–1940), Komponist und Militärkapellmeister
- Otto Rasch (1862–1932), Maler und Grafiker, Professor u. a. am Bauhaus in Weimar
- Fritz Herbert (1860–1925), SPD-Reichstagsabgeordneter, Konsumgenossenschafter, Aufsichtsrat und Gewerkschafter
- Richard Ungewitter (1869–1958), früher Organisator der FKK-Bewegung
- Max Penkert (1877–1955), Gynäkologe und Geburtshelfer
- Werner Klatte (1879–1949), Architekt
- Marie Charlotte Siedentopf (1879–1968), Jugendbuchautorin
- Otto Engelhardt-Kyffhäuser (1884–1965), Maler und sein Bruder Ewald Engelhardt, ebenfalls Maler

### Persönlichkeiten des 20. Jahrhunderts

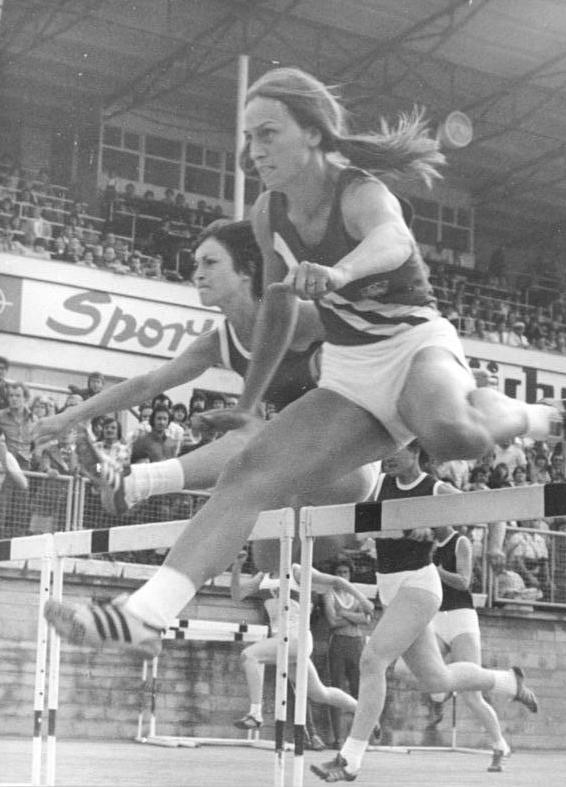
Johanna Schaller (1977)

- Hans Welzel (1904–1977), Rechtswissenschaftler
- Günther Panzram (1923–2014), Internist und Diabetologe an der Medizinischen Akademie Erfurt
- Otto Nitze (1924–1988), Komponist und Kapellmeister, Sohn von Otto Nitze sen., Leiter der Musikschule Artern
- Karl Oettle (1926–2009), Wirtschaftswissenschaftler
- Walter Thräne (1926–1993), Nachrichtendienst-Mitarbeiter, Entführungsopfer und politischer Gefangener
- Johanna Schaller, später Johanna Klier (* 1952), ehemalige Leichtathletin und Olympiasiegerin

## Persönlichkeiten, die in Artern/Unstrut gestorben sind

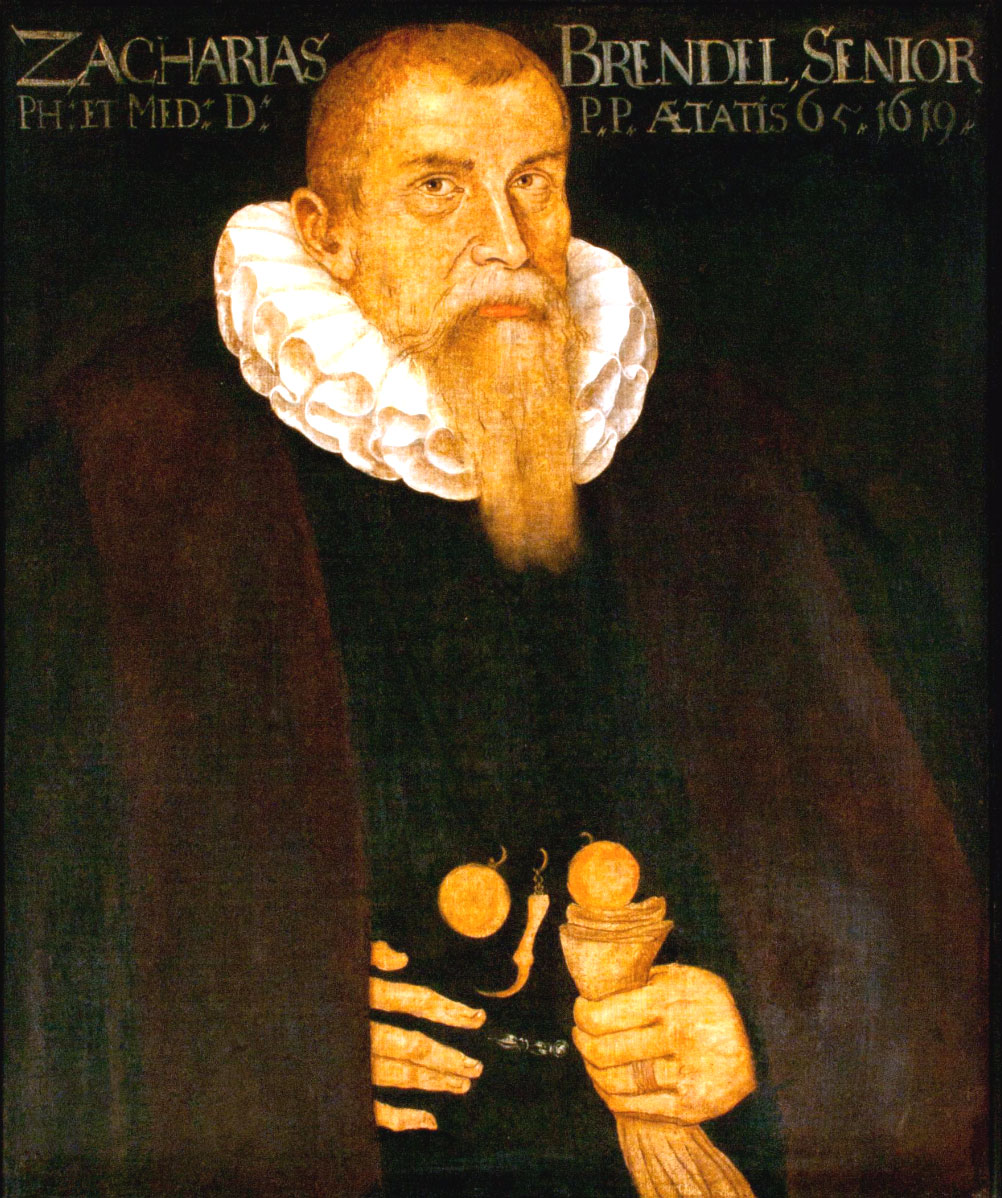
Zacharias Brendel der Ältere

- Zacharias Brendel der Ältere (1553–1626), Philosoph, Physiker, Mediziner und Botaniker
- Christian Friedrich Traugott Voigt (1770–1814), Schriftsteller der Aufklärung, Übersetzer, Theologe und Mitgestalter der „Verschönerten Landschaft Tharandt“
- Paul von Krause (1882–1946), preußischer Landrat

## Persönlichkeiten, die mit der Stadt in Verbindung stehen
- Alexander Haubold Marschall von Bieberstein (1635–1694), Rittergutsbesitzer (Unterhof)
- Hans Dietrich Marschall von Bieberstein (1643–1687), sachsen-weißenfelsischer Kammerrat, Rittergutsbesitzer in Ober- und Niederschmon und in der Stadt Artern sowie im dazugehörigen Ritteburg
- Johann Gottfried Borlach (1687–1768), Bergrat, Gründer der Saline Artern
- Novalis (1799), Dichter der Frühromantik[2]
- Katja Hofmann (* 1986), Autorin und Poetry-Slammerin